# Storm Chasers d'Omaha
 (mai 2018).
Si vous disposez d'ouvrages ou d'articles de référence ou si vous connaissez des sites web de qualité traitant du thème abordé ici, merci de compléter l'article en donnant les références utiles à sa vérifiabilité et en les liant à la section « Notes et références ».
Les Storm Chasers d'Omaha (en anglais : Omaha Storm Chasers) sont une équipe de ligue mineure de baseball basée à Omaha (Nebraska). Affiliés depuis sa création en 1969 à la formation de MLB des Royals de Kansas City, les Storm Chasers jouent au niveau Triple-A en Ligue de la côte du Pacifique. Ils jouent leur matches à domicile au Johnny Rosenblatt Stadium (23 145 places).

## Histoire
Le club est fondé en 1969 au niveau triple A en Association américaine et rejoint la Ligue de la côte du Pacifique en 1998 en raison de la cessation d'activité de l'Association américaine.
Entre 1999 et 2001, la franchise adopte le nom de « Golden Spikes » (Golden Spikes d'Omaha) en référence au clou doré posé lors de la liaison entre les lignes de la Central Pacific et de l'Union Pacific le 10 mai 1869 pour permettre la première liaison ferroviaire est-ouest aux États-Unis.

## Palmarès
- Champion de la Ligue de la côte du Pacifique (AAA) : 2011, 2013, 2014
- Champion de l'Association américaine (AAA) : 1969, 1970, 1978, 1990
- Finaliste de l'Association américaine (AAA) : 1976, 1977, 1981, 1982, 1988, 1989